# Waltrich
Waltrich, auch Waldrich, Waltrih oder Baldric (althochdeutsch für der reiche Gebieter, * 8. Jahrhundert; † 16. Januar 790) war Benediktiner, Gründer und erster Abt des Klosters Schäftlarn, Abt des Klosters Saint-Bénigne in Dijon sowie Bischof von Langres.

## Leben und Wirken

### Herkunft
Waltrich entstammte dem fränkischen Adelsgeschlecht der Waltriche, welche als illegitime Nachkommen Karl Martells in enger verwandtschaftliche Verbindung zu den Karolingern standen und insbesondere im Gebiet von Langres und Dijon begütert waren. Ab dem frühen 8. Jahrhundert gelangten sie mit Unterstützung der neustrischen Hausmeier nach Bayern und verbanden sich dort durch Heirat mit den bayerischen Hochadelsgeschlechtern der Huosi und Hahilinga.

### Gründung des Klosters Schäftlarn

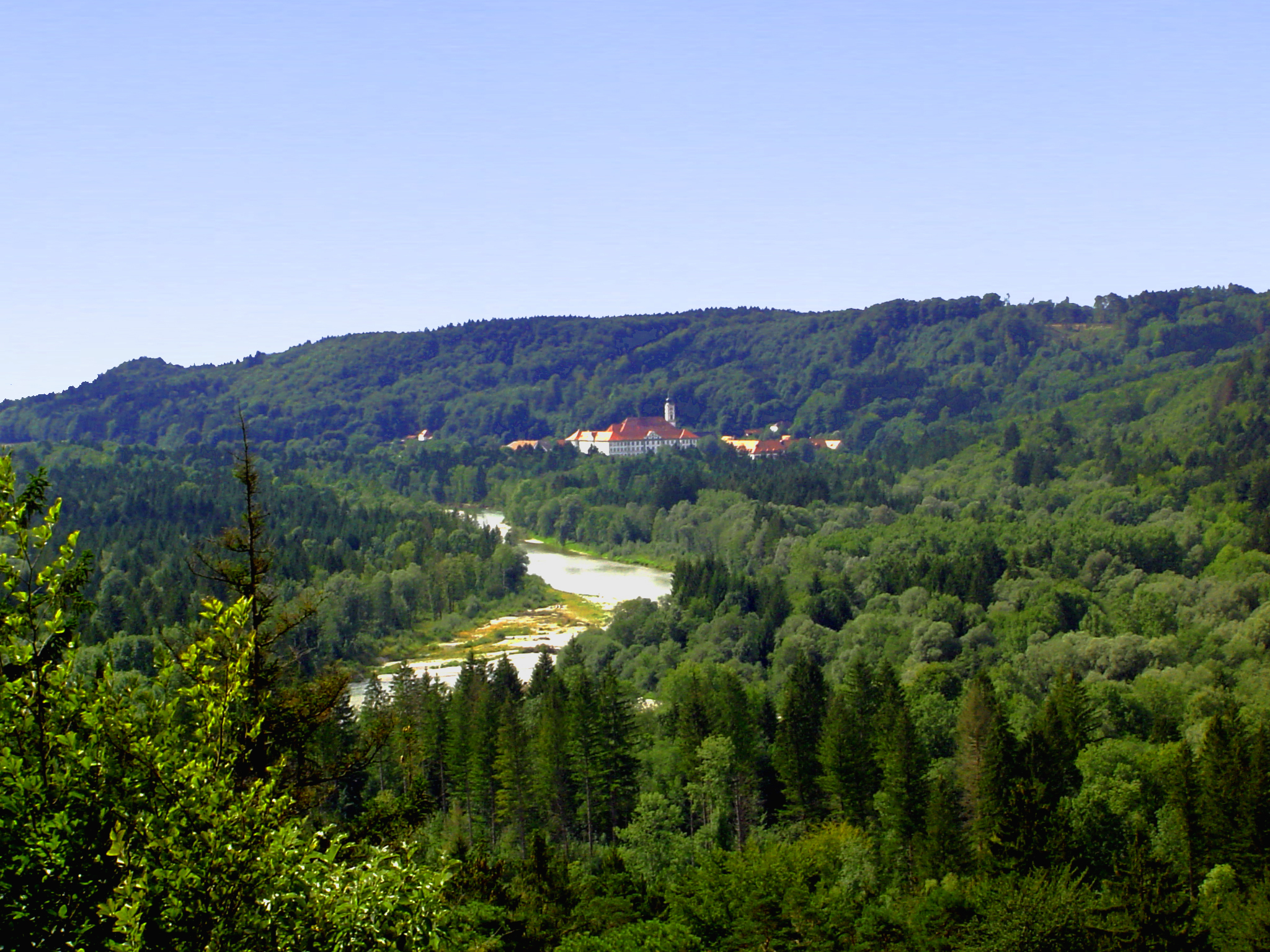
Kloster Schäftlarn

Im Jahr 762 stiftete und erbaute Waltrich mit Erlaubnis des bayerischen Herzogs Tassilo III. auf eigenem Grund (In propria hereditate mea, in loco Peipinbach, villa nuncupata Sceftilari) ein adliges Eigenkloster. Ursprünglich war das Gebiet um Schäftlarn Herzogsgut, aber nach der Niederlage Herzog Odilos, Tassilos Vater, in der Schlacht bei Epfach am Lech gegen König Pippin den Jüngeren im Jahr 743, gingen viele der herzoglichen Besitzungen in das Eigentum karolingischer Vasallen über – so wohl auch an einen Vorfahren Waltrichs, wie der Ortsname Peipinbach (Pippinbach) nahelegt. Nach der Weihe des Klosterbaus unter das Patrozinium des fränkischen Reichsheiligen Dionysius von Paris sowie Rusticus von Cahors und Eleutherius übergab Waltrich das Kloster nebst den Kirchen zu Deining und Epolding an das Bistum Freising – ein nach dem üblichen Brauch frühmittelalterlicher Klostergründungen sehr ungewöhnlicher Vorgang. Die Stiftung seiner Klostergründung dürfte in dem Bestreben Waltrichs begründet sein, zu höheren Würden innerhalb der fränkischen Reichsaristokratie aufzusteigen – dies gelang schließlich im Jahr 778, als Waltrich nach der Abdankung Hariolfs zum Bischof von Langres ernannt wurde und damit auch eine bedeutende geistliche und politische Position im fränkischen Reich einnahm. Dass Waltrich seine Klostergründung in Schäftlarn umgehend dem fränkischen Heiligen Dionysius weihte, lässt den Schluss zu, dass er mit Fulrad, dem Abt von Saint-Denis, der als wichtigster Ratgeber König Pippins die fränkische Einflussnahme in Süddeutschland mit kirchlichen Mitteln unterstützte, in direkter Verbindung stand. Dies ist umso wahrscheinlicher, als Waltrichs Verwandter und Vorgänger in Langres, Hariolf, der Gründer des Klosters Ellwangen, ein enger Mitarbeiter Fulrads war. Trotz seiner Stiftung der Abtei Schäftlarn an das Bistum Freising blieb Waltrich in dem von ihm gegründeten Kloster bis zu seinem Tod Abt und Vorsteher der Mönchsgemeinschaft.

### Bischof von Langres und Abt des Klosters Saint-Bénigne

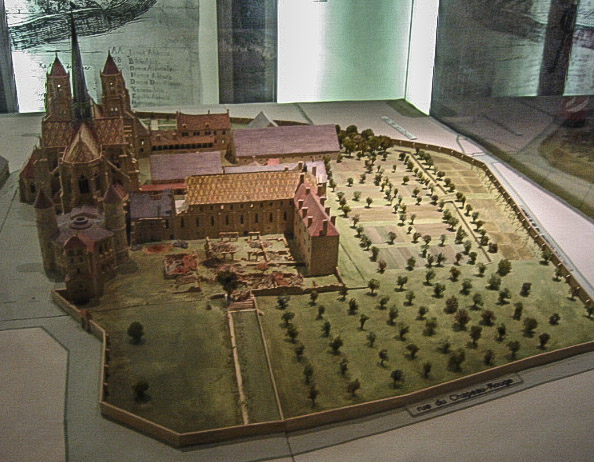
Modell des Klosters Saint-Bénigne

Neben der Abtswürde in Schäftlarn wurde Waltrich um 775 vom fränkischen König Karl dem Großen zum Bischof vom Bistum Langres berufen. Er trat dort die Nachfolge seines Verwandten Hariolf an, der im selben Jahr sein Amt niedergelegt hatte, um sich in das von ihm gestiftete Kloster Ellwangen zurückzuziehen. Da im frühen Mittelalter sämtliche Bischöfe von Langres ihren Amtssitz in Dijon nahmen und zugleich in Personalunion den dortigen Klosterkonvent von Saint-Bénigne leiteten, übernahm Waltrich folgerichtig auch das Amt des Klostervorstehers in Dijon. Im Jahr 775 tritt Waltrich erstmals in Urkunden als Abt des Klosters Saint-Bénigne in Dijon in Erscheinung. Er folgte dort als 20. Abt des Klosters, welches dem Andenken des Heiligen Benignus von Dijon geweiht und um das Jahr 535 gegründet worden war, dem in den schriftlichen Überlieferungen nur zweimal namentlich erwähnten Hildebrannus nach. Damit war er gleichzeitig Vorsteher zweier Klöster im Frankenreich, und zwar in Westbayern und in Burgund. Da die Waltriche seit Beginn des 7. Jahrhunderts im Raum Dijon über einen wohl reichen Grundbesitz verfügten, scheint die Wahl Waltrichs zum Vorsteher der Abtei Saint-Bénigne im Sinne der karolingischen Politik zur gezielten Besetzung wichtiger kirchlicher Ämter durch Mitglieder nahestehender Familien nur folgerichtig; die Häufung klerikaler Ämter entsprach den üblichen Gepflogenheiten der damaligen Kirchenpolitik im Frankenreich. Waltrich bekleidete das Amt des Abtes bis zu seinem Ableben im Jahr 790 – ihm folgte mit Apollinarius ein Benediktiner nach, der wie er selbst neben dem Kloster Saint-Bénigne noch weitere Abtswürden innehatte: die der Abtei von Flavigny sowie des Klosters von Réome.

### Nachfolge in Schäftlarn und in Langres
Nach dem Ableben Waltrichs im Jahr 790 gingen die Ämter des Abtes im Kloster Schäftlarn sowie die Bischofswürde in Langres auf seinen Verwandten Petto über.